# قاسم أباد (درونة)
قاسم أباد (بالفارسية: قاسم‌آباد) هي قرية تقع في إيران في قسم درونة الريفي (مقاطعة بردسكن). يقدر عدد سكانها بـ 35 نسمة .